# Konvekcija
Prenos toplote ili mase konvekcijom je pojava do koje dolazi kada fluid (tečnost ili gas) razmenjuje toplotu (masu) unutar samog sebe, prostim mešanjem (konvekcijom) materije. Ovaj proces odvija se pod uslovom da postoji razlika u temperaturi (ili gustini ako se prenosi masa) unutar samog fluida. Ukoliko se, na primer, sud sa vodom zagreva odozdo, donji slojevi vode, usled zagrevanja, postaju specifično lakši i struje naviše, a gornji hladniji slojevi padaju na dno suda. Prenos toplote/mase konvekcijom se odvija na dva moguća načina: difuzijom, tj. nasumičnim kretanjem (Braunovo kretanje) čestica unutar fluida, i advekcijom, grupnim usmerenim kretanjem čestica putem struja u samom fluidu

## Terminologija
Reč konvekcija ima različite, ali povezane upotrebe u različitim naučnim ili inženjerskim kontekstima ili primenama. Širi smisao je u mehanici fluida, gde se konvekcija odnosi na kretanje tečnosti izazvano razlikom u gustini (ili drugim svojstvima).
U termodinamici „konvekcija“ se često odnosi na prenos toplote konvekcijom, pri čemu se varijanta prirodne konvekcije sa prefiksom koristi za razlikovanje koncepta mehanike fluida konvekcije (obrađenog u ovom članku) od konvektivnog prenosa toplote.

## Primeri i primene

### Demonstracioni eksperimenti
Toplotna konvekcija u tečnostima može se demonstrirati postavljanjem izvora toplote (npr. Bunzenov gorionik) na stranu posude sa tečnošću. Dodavanje boje u vodu (kao što je boja za hranu) omogućiće vizuelizaciju toka.
Još jedan uobičajen eksperiment za demonstriranje termalne konvekcije u tečnostima uključuje potapanje otvorenih posuda sa toplom i hladnom tečnošću obojene bojom u veliki kontejner iste tečnosti bez boje na srednjoj temperaturi (npr. tegla tople vode iz slavine obojene crveno, tegla sa vodom ohlađenom u frižideru obojenom plavo, spuštenih u čist rezervoar vode na sobnoj temperaturi).
Treći pristup je da se koriste dve identične tegle, jednu napunjenu toplom vodom obojenom u jednu boju, i hladnom vodom druge boje. Jedna tegla se zatim privremeno zatvori (npr. komadom karte), preokrene i stavi na drugu. Kada se kartica izvadi, ako se tegla koja sadrži topliju tečnost stavi na vrh, neće doći do konvekcije. Ako se tegla u kojoj se nalazi hladnija tečnost stavi na vrh, spontano će se formirati konvekcijska struja.
Konvekcija u gasovima se može demonstrirati korišćenjem sveće u zatvorenom prostoru sa ulaznim i izduvnim otvorom. Toplota iz sveće će izazvati jaku konvekcijsku struju koja se može pokazati pomoću indikatora protoka, kao što je dim iz druge sveće, koji se oslobađa u blizini ulaznih i izduvnih oblasti.

### Atmosferska konvekcija
Neki lokalizovaniji fenomeni od globalnog atmosferskog kretanja takođe su posledica konvekcije, uključujući vetar i deo hidrološkog ciklusa. Na primer, fen vetar je vetar niz padinu koji se javlja na strani planinskog lanca niz vetar. To je rezultat adijabatskog zagrevanja vazduha koji je ispustio većinu svoje vlage na vetrovitim padinama. Zbog različitih adijabatskih brzina vlažnog i suvog vazduha, vazduh na padinama u zavetrini postaje topliji nego na istoj visini na padinama sa vetrom.
Termalni stub (ili termal) je vertikalni presek vazduha koji se diže na nižim visinama Zemljine atmosfere. Terme nastaju neravnomernim zagrevanjem Zemljine površine od sunčevog zračenja. Sunce zagreva zemlju, koja zauzvrat zagreva vazduh direktno iznad njega. Topliji vazduh se širi, postajući manje gust od okolne vazdušne mase, stvarajući nisku temperaturu. Masa lakšeg vazduha se diže i pri tome se hladi širenjem pri nižim vazdušnim pritiscima. Ona prestaje da raste kada se ohladi na istu temperaturu kao i okolni vazduh. Povezan sa termilom je silazni tok koji okružuje termalni stub. Eksterijer koji se kreće nadole je uzrokovan hladnijim vazduhom koji se istiskuje na vrhu termalnog. Još jedan vremenski efekat vođen konvekcijom je morski povetarac.
Topli vazduh ima manju gustinu od hladnog vazduha, tako da se topli vazduh diže unutar hladnijeg vazduha, slično balonima sa toplim vazduhom. Oblaci nastaju kada se relativno topliji vazduh koji nosi vlagu diže unutar hladnijeg vazduha. Kako se vlažan vazduh podiže, on se hladi, što dovodi do kondenzacije dela vodene pare u rastućem paketu vazduha. Kada se vlaga kondenzuje, oslobađa se energija poznatu kao latentna toplota kondenzacije koja omogućava rastućem paketu vazduha da se hladi manje od okolnog vazduha, nastavljajući uzdizanje oblaka. Ako je u atmosferi prisutno dovoljno nestabilnosti, ovaj proces će se nastaviti dovoljno dugo da se formiraju kumulonimbusni oblaci, koji podržavaju munje i grmljavinu. Generalno, grmljavina zahteva tri uslova za formiranje: vlaga, nestabilna vazdušna masa i sila podizanja (toplota).
Sve oluje sa grmljavinom, bez obzira na vrstu, prolaze kroz tri stadijuma: fazu razvoja, zrelu fazu i fazu raspadanja. Prosečna grmljavina ima prečnik od 24 km (15 mi). U zavisnosti od uslova prisutnih u atmosferi, ove tri etape traju u proseku 30 minuta.

### Okeanska cirkulacija
Sunčevo zračenje utiče na okeane: topla voda sa ekvatora teži da cirkuliše prema polovima, dok hladna polarna voda ide ka ekvatoru. Površinske struje u početku diktiraju uslovi površinskog vetra. Pasati duvaju ka zapadu u tropima, a zapadni vetrovi duvaju ka istoku na srednjim geografskim širinama. Ovaj obrazac vetra primenjuje stres na suptropsku površinu okeana sa negativnim prevojem preko severne hemisfere, i obrnuto preko južne hemisfere. Rezultujući transport Sverdrupa je ka ekvatoru. Zbog očuvanja potencijalne vrtložnosti uzrokovane vetrovima koji se kreću u pravcu pola na zapadnoj periferiji suptropskog grebena i povećane relativne vrtložnosti vode koja se kreće u pravcu pola, transport je uravnotežen uskom, ubrzanom strujom u pravcu pola, koja teče duž zapadne granice okeanskog basena, nadmašujući efekte trenja sa hladnom zapadnom graničnom strujom koja potiče sa visokih geografskih širina. Celokupni proces, poznat kao zapadna intenzifikacija, uzrokuje da struje na zapadnoj granici okeanskog basena budu jače od onih na istočnoj granici.
Dok putuje ka polu, topla voda transportovana jakom strujom tople vode podleže hlađenju isparavanjem. Hlađenje je vođeno vetrom: vetar koji se kreće iznad vode hladi vodu i takođe izaziva isparavanje, ostavljajući slaniju slanu vodu. U ovom procesu voda postaje slanija i gušća, i opada temperatura. Kada se morski led formira, soli se izostavljaju iz leda, što je proces poznat kao isključivanje slane vode. Ova dva procesa proizvode vodu koja je gušća i hladnija. Voda preko severnog Atlantskog okeana postaje toliko gusta da počinje da tone kroz manje slanu i manje gustu vodu. (Ova konvekcija otvorenog okeana nije drugačija od one kod lava lampe.) Ovaj silazni tok teške, hladne i guste vode postaje deo severnoatlantske duboke vode, toka koji ide na jug.

## Spoljašnje veze
- Animation showing global cloud circulation for one month based on weather satellite images
- Air-sea interactions and Ocean Circulation patterns on Thailand's Government weather department Архивирано на веб-сајту  (5. март 2023)